# Junioren-Weltmeisterschaften im Rudern 2009
Die Junioren-Weltmeisterschaften im Rudern 2009 fanden vom 5. bis 8. August 2009 in Brive-la-Gaillarde in Frankreich statt. Die Wettbewerbe wurden auf dem Lac du Causse ausgetragen.
Bei den Meisterschaften wurden 13 Wettbewerbe ausgetragen, davon sieben für Jungen und sechs für Mädchen.
Teilnahmeberechtigt war eine Mannschaft je Wettbewerbsklasse aus allen Mitgliedsverbänden des Weltruderverbandes. Eine Qualifikationsregatta existierte nicht.

## Ergebnisse
Hier sind die Medaillengewinner aus den A-Finals aufgelistet. Diese waren mit sechs Booten besetzt, die sich über Vor- und Hoffnungsläufe sowie Viertel- und Halbfinals für das Finale qualifizieren mussten. Die Streckenlänge betrug in allen Läufen 2000 Meter.

### Junioren
| Bootsklasse                   | Gold | Gold    | Silber | Silber  | Bronze | Bronze  |
| ----------------------------- | --- | ------- | --- | ------- | --- | ------- |
| Einer (JM1x)                  | Deutschland Felix Bach | 7:03,07 | Polen Kamil Zajkowski | 7:03,52 | Volksrepublik China Yuan Wanjie | 7:05,05 |
| Doppelzweier (JM2x)           | Deutschland Hubert Trzybinski Timo Piontek | 6:24,75 | Rumänien Petru Codau Cristi-Ilie Pirghie | 6:28,09 | Litauen Kestutis Juozenas Algirdas Bendaravicius | 6:28,34 |
| Doppelvierer (JM4x)           | Deutschland Michel Overlack Florian Eidam Paul Heinrich Max Planer                                                                                     | 5:54,03 | Tschechien David Szabo Jan Pilc Jakub Podrazil Jan Andrle | 5:55,19 | Neuseeland Giacomo Thomas Evan Kennedy Julian Svoboda Hayden Cohen | 5:56,28 |
| Zweier ohne Steuermann (JM2-) | Serbien Igor Lucic Luka Dordevic | 6:36,40 | Griechenland Christos Koutsiaftis Evripidis Sklivanitis | 6:41,28 | Frankreich Benjamin Fauchie Matthieu Moinaux | 6:42,35 |
| Vierer ohne Steuermann (JM4-) | Vereinigtes Königreich Andrew A. Holmes Jason Phillips William Perham Constantine Louloudis                                                            | 6:02,49 | Rumänien Silviu-Stefanita Voinoiu George Palamariu Ionut-Alexandru Tache Leon Pop                                                                                      | 6:05,25 | Australien Daniel Brighthope Michael Poulter Thomas Chapman Tom Gatti                                                                                                  | 6:08,29 |
| Vierer mit Steuermann (JM4+)  | Deutschland Adrian Heil Markus Hollubarsch Lorenz Diergarten Maximilian Schnitker Leopold Bertz (Stm.)                                                 | 6:20,34 | Australien Angus Moore Joshua Hicks Samuel Collins Thomas Amies Nicholas Allen-Duncat (Stm.)                                                                           | 6:22,44 | Italien Giuseppe Minichini Marco Alberti Edoardo Gattai Vincenzo Serpico Pietro Vitucci (Stm.)                                                                         | 6:22,89 |
| Achter (JM8+)                 | Deutschland Lucas Artmann Felix Krane Leonhard Zerni Hannes Ocik Hanno Hagenström Arne Schwiethal Julien Corzilius Tobias Oppermann Henri Kuper (Stm.) | 5:43,62 | Vereinigtes Königreich Max Monfared Edward Nainby-Luxmoore Matthew Tatlock Stephen Jones Samuel Arnot Stewart Innes Caspar Jopling George Rossiter Franz Imfeld (Stm.) | 5:44,65 | Italien Francesco Schisano Marco Di Costanzo Alessandro Addabbo Marco Andreucci Luca Parlato Vincenzo Abbagnale Roberto Bianco Giuseppe Vicino Enrico D’Aniello (Stm.) | 5:46,70 |

### Juniorinnen
| Bootsklasse                   | Gold | Gold    | Silber | Silber  | Bronze | Bronze  |
| ----------------------------- | --- | ------- | --- | ------- | --- | ------- |
| Einer (JW1x)                  | Deutschland Lisa Schmidla | 7:44,13 | Spanien Virginia Díaz Rivas | 7:48,85 | Volksrepublik China Cao Ting | 7:51,13 |
| Doppelzweier (JW2x)           | Deutschland Julia Lier Marie-Cathérine Arnold | 7:05,94 | Tschechien Lenka Antošová Denisa Cvancarova | 7:11,70 | Volksrepublik China Zhang Rui Wang Yuwei | 7:13,61 |
| Doppelvierer (JW4x)           | Volksrepublik China Zhao Xirong Zhang Xinyue Zhang Ting Yan Xiaohua                                                                                         | 6:36,02 | Australien Jessica Hall Madeleine Edmunds Amy Fowler Alexandra Hagan                                                                                         | 6:37,52 | Deutschland Lena Rauschenbach Judith Sievers Nele Schürmann Sonja Wittemann                                                                          | 6:37,69 |
| Zweier ohne Steuerfrau (JW2-) | Rumänien Mihaela Petrilă Andreea Boghian | 7:21,40 | Belarus Alena Kryvasheyenka Anastasiya Skrobut | 7:24,53 | Volksrepublik China Yin Dameng Miao Tian | 7:25,99 |
| Vierer ohne Steuerfrau (JW4-) | Australien Anna Kaszycki Hannah Vermeersch Peta White Jessica Molsher-Jones                                                                                 | 6:48,18 | Vereinigtes Königreich Amber Anderson Olivia Carnegie-Brown Caragh McMurtry Brianna Stubbs                                                                   | 6:51,30 | Volksrepublik China Shan Chun Ju Rui Xu Rui Li Change                                                                                                | 6:53,14 |
| Achter (JW8+)                 | Vereinigte Staaten Elisabeth Murray Molly Hamrick Brandy Herald Rebeca Felix Louise Breen Michelle Pearson Kristin Wentzel Kelly Bauer Chelsea Lucas (Stf.) | 6:26,89 | Neuseeland Catherine Shields Robyn Munro Tarsha Williams Hayley Hoogeveen Zoe Stevenson Eve Macfarlane Kirstyn Goodger Jennifer Storey Frances Turner (Stf.) | 6:31,19 | Deutschland Sara Davids Wiebke Hein Theda Lehmann Anna-Maria Götz Marie Wintjen Charlotte Siering Constanze Siering Mandy Gruner Julia Kosmol (Stf.) | 6:34,97 |

## Medaillenspiegel
| Platz | Land                   | Gold | Silber | Bronze | Gesamt |
| ----- | ---------------------- | ---- | ------ | ------ | ------ |
| 1     | Deutschland            | 7    |        | 2      | 9      |
| 2     | Australien             | 1    | 2      | 1      | 4      |
| 3     | Vereinigtes Königreich | 1    | 2      |        | 3      |
| 3     | Rumänien               | 1    | 2      |        | 3      |
| 5     | Volksrepublik China    | 1    |        | 5      | 6      |
| 6     | Serbien                | 1    |        |        | 1      |
| 6     | Vereinigte Staaten     | 1    |        |        | 1      |
| 8     | Tschechien             |      | 2      |        | 2      |
| 9     | Neuseeland             |      | 1      | 1      | 2      |
| 10    | Belarus                |      | 1      |        | 1      |
| 10    | Spanien                |      | 1      |        | 1      |
| 10    | Griechenland           |      | 1      |        | 1      |
| 10    | Polen                  |      | 1      |        | 1      |
| 14    | Italien                |      |        | 2      | 2      |
| 15    | Frankreich             |      |        | 1      | 1      |
| 15    | Litauen                |      |        | 1      | 1      |
| Summe | Summe                  | 13   | 13     | 13     | 39     |